# Škola Annales
Škola Annales je francouzská historiografická škola. Její jméno je odvozeno od časopisu Annales d'histoire économique et sociale (později přejmenován na Annales. Economies, sociétés, civilisations a od roku 1994 Annales. Histoire, Sciences Sociales), který začal vycházet v roce 1929. V něm publikovali své studie historici, kteří jsou s touto školou spojovaní.

## Charakteristika školy

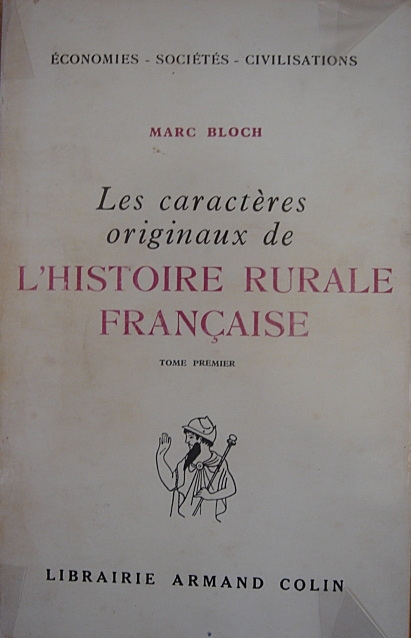
Blochovo dílo Les caractères originaux de l'histoire rurale française z roku 1931

Za zakladatele a zároveň hlavní představitele první generace (1929–1945) školy Annales jsou považování Marc Bloch a Lucien Febvre, kteří se seznámili na univerzitě ve Štrasburku, kde oba vyučovali. Až do roku 1945 představovala škola Annales jakousi radikální okrajovou větev francouzského dějepisectví. Po roce 1945 se její představitelé dostali do čelních pozic na univerzitách (a především v Paříži) a začali udávat krok celému francouzskému dějepisectví. Až v této době se z nich stala opravdová škola. V čele této druhé generace (1945–1968) stál Febvrův žák Fernand Braudel. Po roce 1968, kdy se této větvi francouzské historiografie dostalo mezinárodního uznání, se pro tzv. třetí generaci stala typickou roztříštěnost, jejímiž dvěma specifickými proudy je jednak částečně návrat k politickým dějinám a dějinám událostí a částečně pronikání do dalších zatím neprobádaných větví poznání dějin (dějiny smrti, pachu, dětství, snů). Zároveň přijímají i nové myšlenky ze zahraničí, např. psychologie, dějiny lidové kultury.
Pro školu Annales se stala typická spolupráce a provázání s dalšími humanitními (antropologie, sociologie, psychologie, etymologie), ale i přírodovědnými a exaktními obory (geografie, statistika, demografie, klimatologie).
Jejich primárním cílem se stalo problémově zaměřené psaní historie, které by dokázalo pokrýt všechny oblasti lidské činnosti. Otevřeně se postavili proti historiografii, která jednoznačně kladla důraz na politické a diplomatické dějiny a historii chápala jen jako vyprávění příběhu – jako prosté kladení jedné události za druhou bez hlubšího pochopení společnosti té které doby (kriticky označována jako vyprávěcí historie – histoire évenementielle). Annalisté se proto začali zabývat i hospodářskými a sociálními dějinami, dějinami každodennosti, historickou geografií, mentalitami a ideologiemi, vlivem životního prostředí na člověka a společnost a dále jevy a strukturami, které se vyvíjely po celá staletí (tzv. dějiny dlouhého trvání – la longue durée), jako např. vnímání času, čarodějnictví, vývoj cen nebo klimatu, vnímání těla apod.
Výrazné je v mnohých pracích dělení právě na hluboko zakořeněné struktury, kterými se daná společnost řídí, dále pak jsou zvlášť pojímány hospodářské a sociální dějiny a konečně, jako časově nejkratší a z pramenů dobře postižitelné, politické dějiny, které jsou ovšem vnímány skrze prizma těch hlubokých struktur v pozadí. Další často užívanou metodou je komparace situace geograficky odlišných míst (čínský × evropský feudalismus), což často vede k přesnějšímu pochopení principů, na kterých ten který jev fungoval.
V poslední době byla částí annalistů (např. Jacquem Le Goffem) provedena revize přístupu k vyprávěcí historii, a to pod tíhou kritiky školy Annales uvádějící přílišné zaměření na analýzu historické skutečnosti, nikoliv však na širší souvislosti, tedy vyprávěcí dějiny, které jsou jediné v rámci narativní historiografie schopny historickou skutečnost v širších souvislostech zachytit. Odpovědí annalistů na kritiku byla zejména výzva ke kombinaci obou základních postupů.
V současné době se již formuje tzv. IV. generace školy Annales. Za vůdčí a zakládající osobnost byl některými historiky označen Roger Chartier.

## Členové a osobnosti a stěžejní díla

### První generace

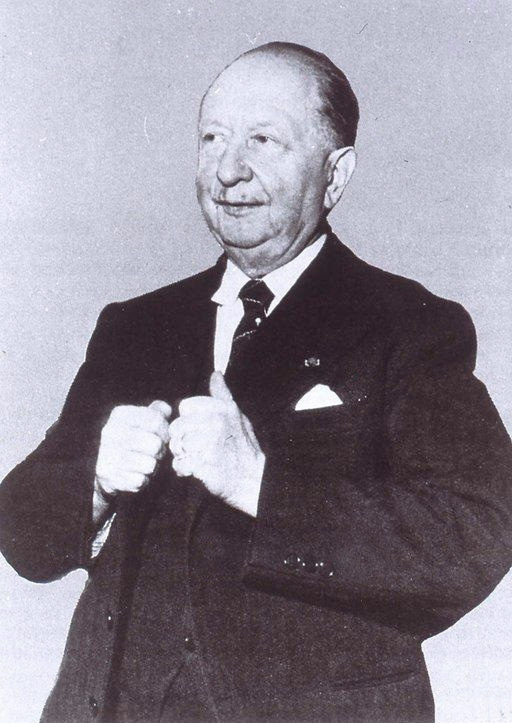
Lucien Febvre

- Marc Bloch, Králové divotvůrci
- Lucien Febvre

### Druhá generace
- Fernand Braudel, Dynamika kapitalismu, Středozemní moře a středozemní svět v době Filipa II.
- Ernest Labrousse
- Pierre Chaunu
- Pierre Goubert
- Pierre Villar

### Třetí generace
- Georges Duby, Neděle u Bouvines
- Jacques Le Goff, Kultura středověké Evropy
- Emmanuel Le Roy Ladurie, Mountaillou. Okcitánská vesnice v letech 1294-1324
- Philippe Ariès
- Mona Ozouf
- Arlette Farge
- Michele Perrot
- Alain Besancon
- Francois Furet
- Michelle Vovelle
- Maurice Agulhon
- Robert Mandrou
- André Burguiére